# Kenny Perry
Kenneth Allen Perry, detto Kenny (Rockport, 28 ottobre 1962), è un ex cestista statunitense, professionista in Italia e in Spagna.

## Carriera
Venne selezionato dai Washington Bullets al terzo giro del Draft NBA 1985 (65ª scelta assoluta).